# Marcel Beyer

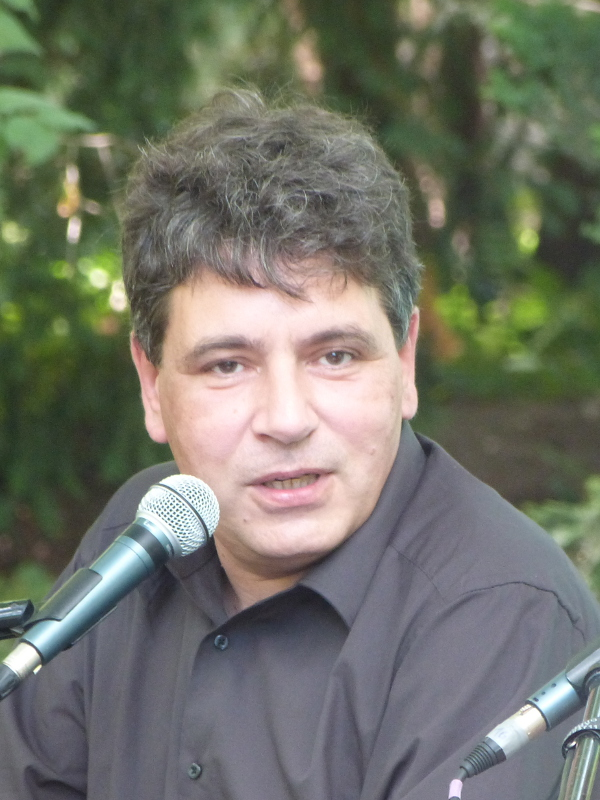
Marcel Beyer (2012)

Marcel Beyer, född 1965 i Kiel i dåvarande Västtyskland, är en tysk författare.
Han har varit verksam som skribent i olika tidskrifter och antologier samt som översättare. Han debuterade 1991 med romanen Das Menschenfleisch och fick sitt internationella genombrott med Flyghundar, en roman med en blandform av dokumentära och fiktiva inslag. Romanen Kaltenburg som utspelar sig i Poznań och Dresden under andra världskriget utkom samtidigt i Tyskland och Sverige 2008.
Marcel Beyer fick Georg Büchner-priset 2016.